# Vasariho sakristie

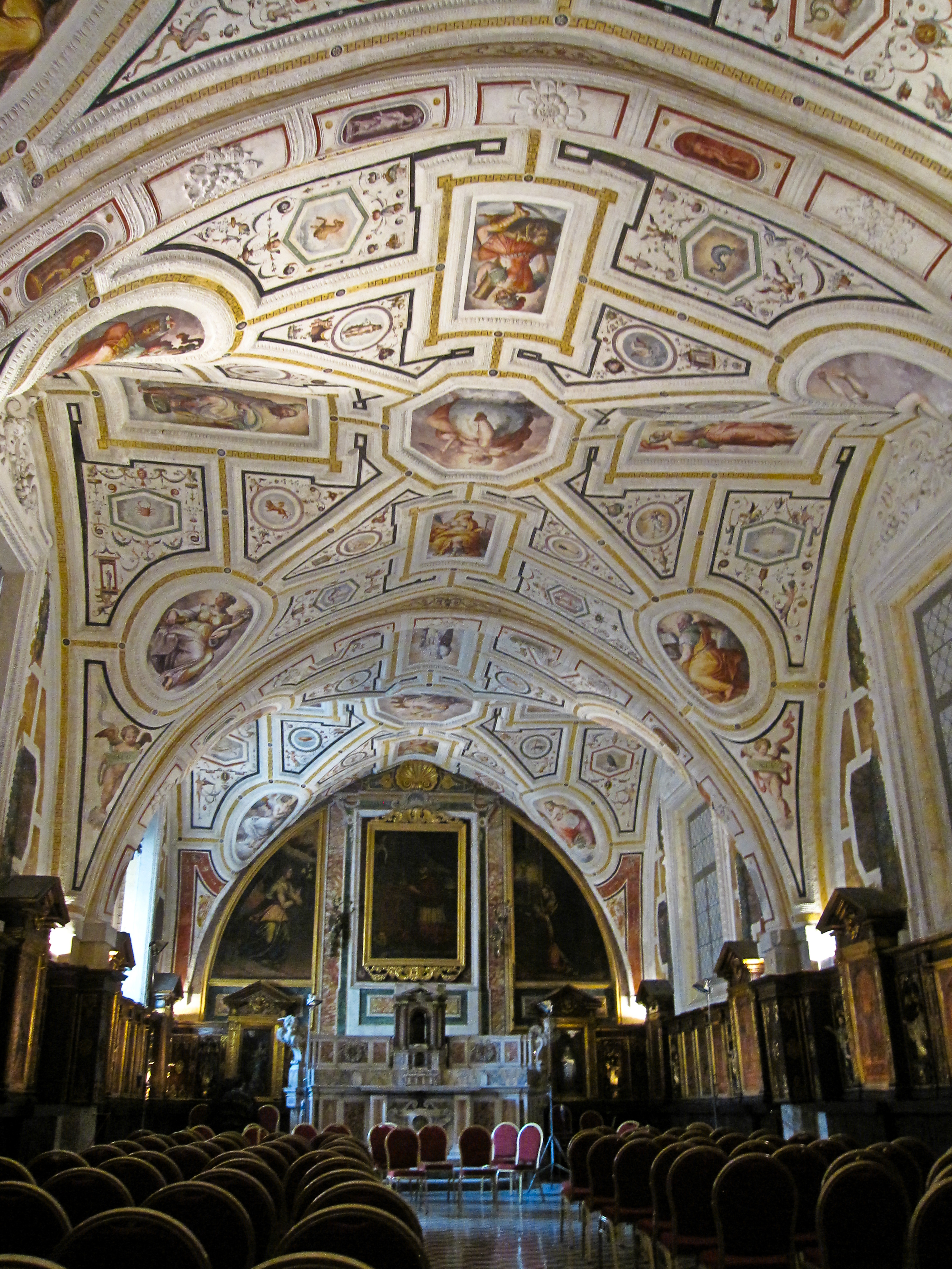
Interiér

Vasariho sakristie je jedna ze dvou sakristií starobylého kostela a kláštera Sant'Anna dei Lombardi v Neapoli. Prostor je znám jako Vasariho sakristie. Giorgio Vasari namaloval renesanční fresky v roce 1545, v době, kdy sakristie byla ještě refektářem. Intarzované dřevěné obložení s nikami vytvořil Fra Giovanni da Verona mezi roky 1506 a 1510.

## Historie kláštera
Až do roku 1688 tato místnost sloužila jako refektář olivetského kláštera Santa Maria di Monteoliveto. Po roce 1688, kdy byl refektář přebudován na sakristii, byly odhaleny intarzie italského olivetanského mnicha Fra Giovanni da Verona (kolem 1457, Verona – 1525), jenž byl nejen řezbářem, ale také sochařem, architektem a malířem miniatur. 

## Interiér sakristie
Centrální klenba lodi je rozdělena do tří kvadrantů, z nichž jeden každý kvadrant personifikuje jeden z pilířů církve: víru, náboženství a věčnost. Klenbu vyzdobil renesančními freskami Giorgio Vasari v toskánském manýristickém stylu. Dřevěné obložení stěn je bohatě zdobeno intarziemi od Fra Giovanni da Verona. Ostění je přerušováno dřevěnými nikami s olivetskými světci. Za oltářem je obraz Sv. Karel Boromejský od Girolamo d'Areny. Obraz visel v původním kostele Sant'Anna dei Lombardi (který byl tomuto světci také věnován) a byl zničen při zemětřesení v roce 1805. Po stranách oltáře jsou dvě malby: Archanděl Michael a Panna Marie. Obraz Adorace pastýřů byl následovníky Vasariho přesunut. Je nyní umístěn nad protějšími dveřmi. Ve dvou bočních lunetách stojí dvě sochy: Archanděl Gabriel a Panna Marie, spočívající na mramorových lavabo. Sochy jsou připisované Giovannimu Battistovi Cavagnovi (Řím, kolem 1545 – 1613).

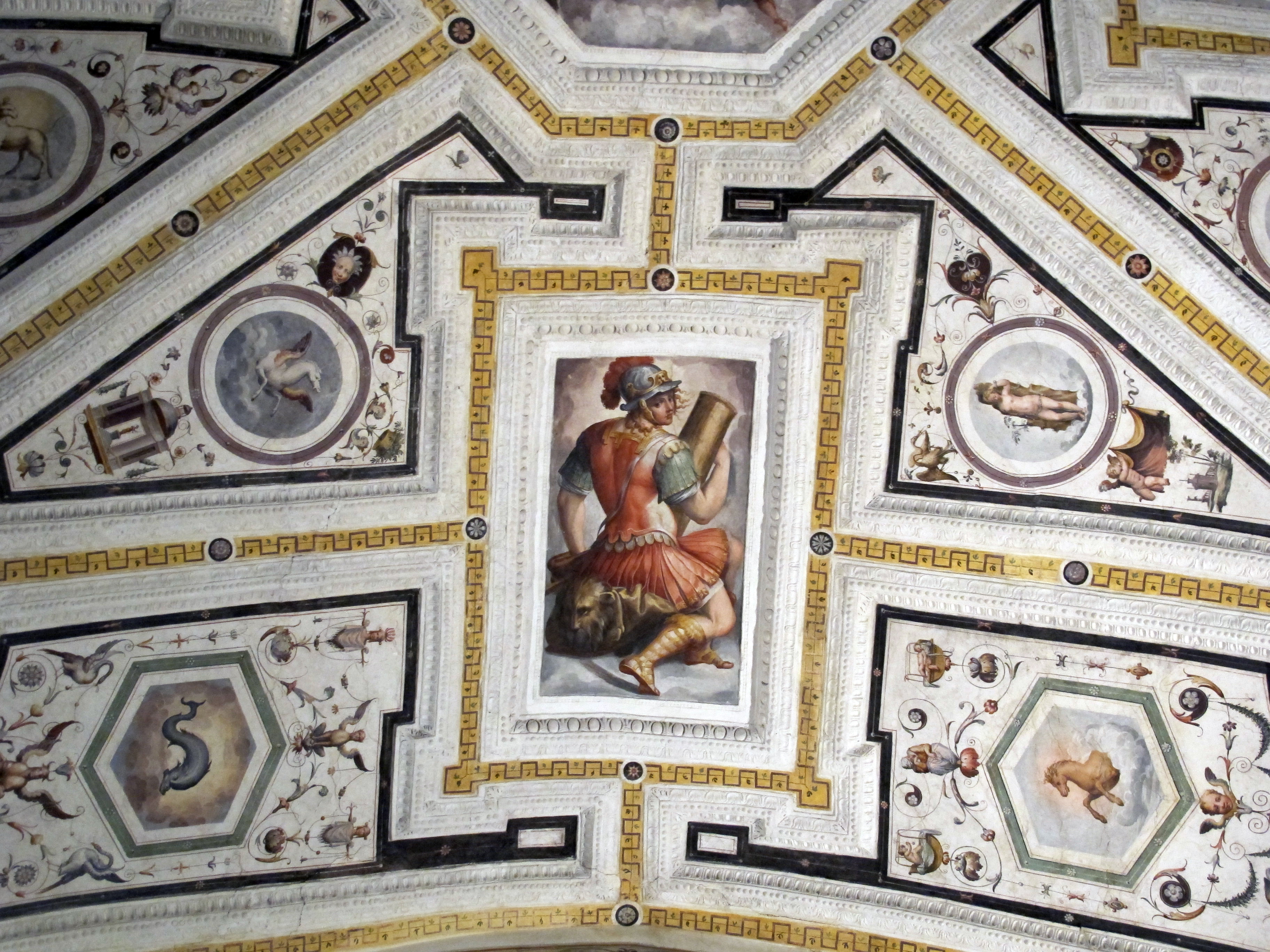
Detail

## Historie zakázky
Sakristie je pojmenována po Vasarim, jenž v roce 1545 vytvořil fresky na klenbě lodi. V té době prostor sloužil jako refektář. Vasari tuto zakázku dostal nejen na základě slávy získané v Římě v letech 1542-44, ale  také pro jeho schopnost dokončit objednávku nejen kvalitně ale i rychle. Vasari pobyl v Kampánii od roku 1544 do roku 1545. Čas zde strávený Vasari vyplnil prací. Z Říma přinesl do Neapole toskánský manýrismus. V Neapoli získal několik zakázek od španělského místodržícího Dona Pedra da Toledo, od významných šlechticů a také od klášterů. Nejprve měl vyzdobit starý refektář kláštera Santa Maria di Monteoliveto. Vasari nejprve nebyl rozhodnut zakázku převzít, prostor vytvořený v gotickém stylu považoval za příliš tmavý pro své fresky. Nakonec se rozhodl práci převzít, prostor projasnit, a klenbu vymalovat. Některé postavy byly namalovány podle Vasariho kreseb malířem  Raffaellinem del Collem. Stefano Veltroni a další pomáhali při práci na dotvoření dekorativních ploch. Během práce na freskách Vasari vytvořil také dva triptychy, jeden pro protější průčelí místnosti a jeden pro její zadní stěnu: Nebeská mana (The Manna from Heaven) a Hostina v domě Šimonově (The Feast in the House of Simon), nyní v Národním muzeu v Capodimonte a Diecézním museu v Neapoli.